# Johann Centurius von Hoffmannsegg
Johann Centurius von Hoffmannsegg, född 23 augusti 1766 i Dresden, död där 13 december 1849, var en tysk greve, entomolog och botaniker.
Hoffmannsegg gjorde tillsammans med Wilhelm Gottlieb Tilesius von Tilenau och Heinrich Friedrich Link 1797–1801 en naturvetenskaplig resa genom Portugal och bearbetade tillsammans med Johann Christian Ludwig Hellwig och Johann Karl Wilhelm Illiger i Braunschweig sina samlingar, vilka bildade stommen i det på sin tid berömda Hellwig-Hoffmannseggska entomologiska kabinettet. Åren 1809–1840 utgav Hoffmannsegg (tillsammans med Link) praktverket Flore portugaise, som delvis bekostades av preussiska staten.
Auktorsnamnet Hoffmanns. kan användas för Johann Centurius von Hoffmannsegg i samband med ett vetenskapligt namn inom botaniken; se Wikipediaartiklar som länkar till auktorsnamnet.